# عباس (اسم)
عباس (بالإنجليزية: Abbas or Abbass)‏ يعني «الأسد» باللغة العربية، يعود الاسم إلى العباس بن عبد المطلب (عم محمد) وعباس بن علي، ابن علي بن أبي طالب، الذي شارك في معركة كربلاء مع أخيه حسين بن علي، عباس بن علي موقر من قبل المسلمين الشيعة، وبعضهم اسمه عباس في ذكرى وتكريمًا له، هناك قبيلة عربية تحمل نفس الاسم، وهي بنو عباس، في اللغة العربية، تعني حرفيًا «الأسد».

## أشخاص
- عباس بن علي (647-680)، ابن علي بن أبي طالب.[4]
- عباس الأول من مصر (1813-1854)، والمعروف باسم عباس باشا، والي مصر 1848-1854.[4]
- عباس الأول من بلاد فارس (1557-1628)، شاه بلاد فارس، والمعروف باسم الملك عباس الكبير.[4]
- عباس الثاني من مصر (1874-1944)، والمعروف باسم عباس حلمي، الخديوي في مصر 1892-1914.[4]
- عباس الثاني من بلاد فارس (1632-1666)، شاه بلاد فارس 1642-1666.
- عباس الثالث (توفي 1739 ?)، شاه بلاد فارس 1732-1736.
- عباس أفندي (عبد البهاء) (1844-1921)، الرئيس الثاني للإيمان البهائي.
- عباس بن فرناس (810-887)، طبيب بربري، مخترع وموسيقار.
- عباس ميرزا (1783-1833)، قائد الجيوش الفارسية في الحروب مع روسيا 1811-1813 و1826-1828.[4]
- عباس بن عبد المطلب (566–652)، خال محمد وأب مؤسس سلالة الخليفة العباسي، الذين كانوا خليفة بغداد من 750 إلى 1258.[4]
- عباس بن المأمون (توفي 838)، الأمير العباسي والجنرال.
- عباس بن الوليد (توفي 750)، الأمير الأموي والجنرال.
- عباس (ممثل) (مواليد 1975)، ممثل فيلم جنوب الهند.
- عباس (مصور) (مواليد 1944)، مصور إيراني، عضو في صور ماغنوم.
- عباس آرام (مواليد 1906)، الدبلوماسي والسياسي الإيراني.
- عباس علي خلاتباري (1912-1979)، دبلوماسي وسياسي إيراني.
- عباس كيارستامي (مواليد 1940)، مخرج الفيلم الإيراني.
- عباس كازمي (مواليد 1955)، محام جنائي هندي.

### الاسم الأوسط
أمير عباس هويدا (1919-1979)، خبير اقتصادي وسياسي إيراني.

### لقب
- أبو عباس (1948-204) المعروف أيضًا باسم «محمد زيدان»، مؤسس منظمة جبهة التحرير الفلسطينية (بي ال سي).
- علي أسعد عباس (مواليد 1976)، لاعب كريكيت الإمارات العربية المتحدة.
- علي إسماعيل عباس (مواليد 1991)، مبتور الأحداث العراقيين، ضحية غزو الولايات المتحدة للعراق عام 2003.
- اطهر عباس، جنرال الجيش الباكستاني.
- باسم عباس (مواليد 1982)، لاعب كرة قدم عراقي.
- فرحات عباس (1899-1985)، الزعيم السياسي والرئيس الأول (المؤقت) للجزائر.
- بونفوه عباس (مواليد 1948)، الرئيس المؤقت السابق لتوغو.
- هيام عباس (مواليد 1960)، ممثلة فلسطينية.
- هشام عباس (مواليد 1963)، موسيقي مصري.
- غلام عباس (كاتب) (1909-1982)، كاتب باكستاني.
- عماد عباس (1974؟ - 2004)، ناشط فلسطيني.
- عمران عباس (مواليد 1978)، لاعب كريكيت باكستاني.
- أكبر عباس، أستاذ الأدب المقارن بجامعة كاليفورنيا، إرفين.
- يسوع باراباس (ابن عباس)، زعيم المتمردين اليهود.
- جهانكير عباس (مواليد 1970)، لاعب كريكيت إنجليزي.
- خضير عباس، مسؤول حكومي عراقي.
- غلام عباس (لاعب الكريكيت) (مواليد 1947)، لاعب الكريكيت الباكستاني.
- خواجة أحمد عباس (1914-1987)، مخرج سينمائي هندي، روائي وكاتب سينمائي وصحفي.
- محمود عباس (من مواليد 1935) ويعرف أيضًا باسم «أبو مازن»، رئيس السلطة الوطنية الفلسطينية (كانون الثاني) 2005 - كانون الثاني / يناير 2009، مكتب متنازع عليه منذ كانون الثاني / يناير 2009.
- نبيل عباس (مواليد 1986)، لاعب كرة قدم عراقي.
- نادر سفيان عباس (مواليد 1975)، رفع الأثقال البلغاري القطري.
- ناصر عباس، ممثل ايراني مقيم في الكويت.
- قيصر عباس (مواليد 1982)، لاعب كريكيت باكستاني.
- روشان عباس، مذيع إذاعي وتلفزيوني هندي.
- سهيل عباس (مواليد 1977)، لاعب الهوكي الباكستاني.
- وائل عباس (مواليد 1974)، ناشط حقوقي مصري.
- يونس ختاير عباس، صحفي عراقي.
- يوسف عباس، سجين صيني خارج نطاق القضاء في الولايات المتحدة.
- ظهير عباس (مواليد 1947)، لاعب كريكيت باكستاني.

## أماكن
- بندر عباس، إيران.
- برادفورد عباس، إنجلترا
- عباس، أذربيجان، في شاكي رايون

## الحواشي
1. ↑  جلال الحنفي (1978). معجم اللغة العامية البغدادية. بغداد: وزارة الثقافة والفنون العراقية. ج. الجزء الأول. ص. 41، 49.
2. ↑  Norman 2003، صفحة 370
3. ↑  Anon 2010
4. 1 2 3 4 5 6  Thorne 1984، صفحة 1